# Mario García Kohly

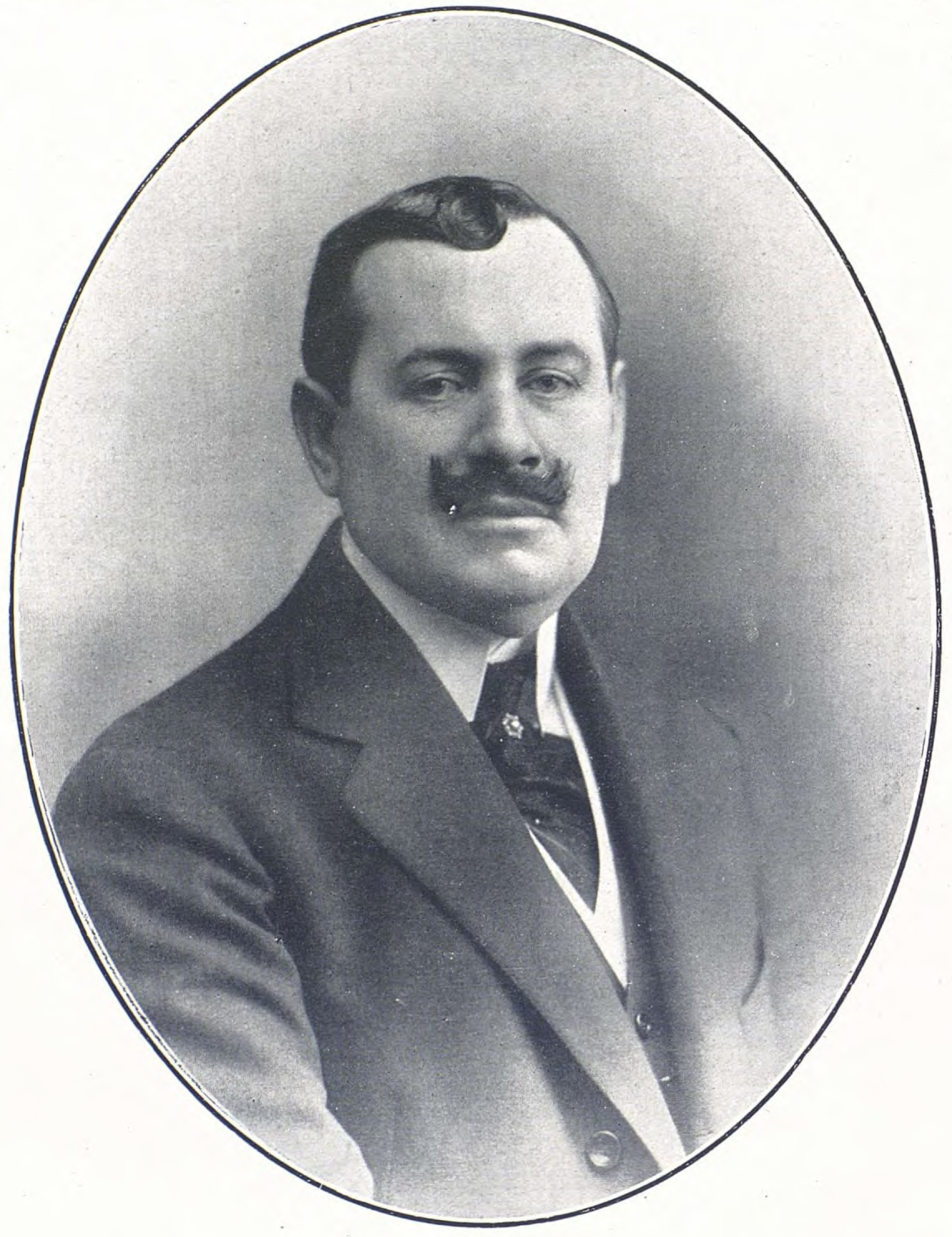
Mario García Kohly, vor 1917

Mario García Kohly (* 10. April 1875 in Havanna; † 22. Juli 1934 in Madrid) war ein kubanischer Politiker und Diplomat.

## Leben
Mario García Kohly war ein Sohn von Maria Teresa Kohly y Zalba und Juan de Dios García Quijano. Er heiratete am 22. Februar 1898 in Mexiko-Stadt Margarita Antiga. Später heiratete er María Dolores Fernández y Monteverde, die Tochter von María Dolores Monteverde y Sedano und Roendo Fernández y Gamondea.
Mario Garcia Kohly studierte Rechtswissenschaft und übte den Beruf des Rechtsanwaltes aus. Während der Regierung von Tomás Estrada Palma war er Mitglied in der Cámara de Representantes. Von 1910 bis 1913 war er Justizminister und Bildungsminister. Ab 10. Juli 1913 war er kubanischer Botschafter in Madrid.
Ein Sohn war der Investmentbanker Mario García Kohly (1899–1975), der gegen Fidel Castro kämpfte.